# Ван (город, Турция)
Ван (тур. Van; арм. Վան; курд. Wan) — город в Турции в провинции Ван (см. Западная Армения), расположенный на восточном берегу озера Ван. Имеет долгую историю как крупный городской район. Уже в первом тысячелетии до н. э. являлся крупным по тем временам городом. С IX по VI век до н. э. был известен как Тушпа, столица царства Урарту, а затем как центр армянского царства Васпуракан.
Ван часто упоминается в контексте исторических событий, связанных с Западной Арменией. Вследствие геноцида армян 1915 года, учинённого Османской империей, армянское население резко сократилось и преобладающим населением стали курды (см. Турецкий Курдистан).

## История

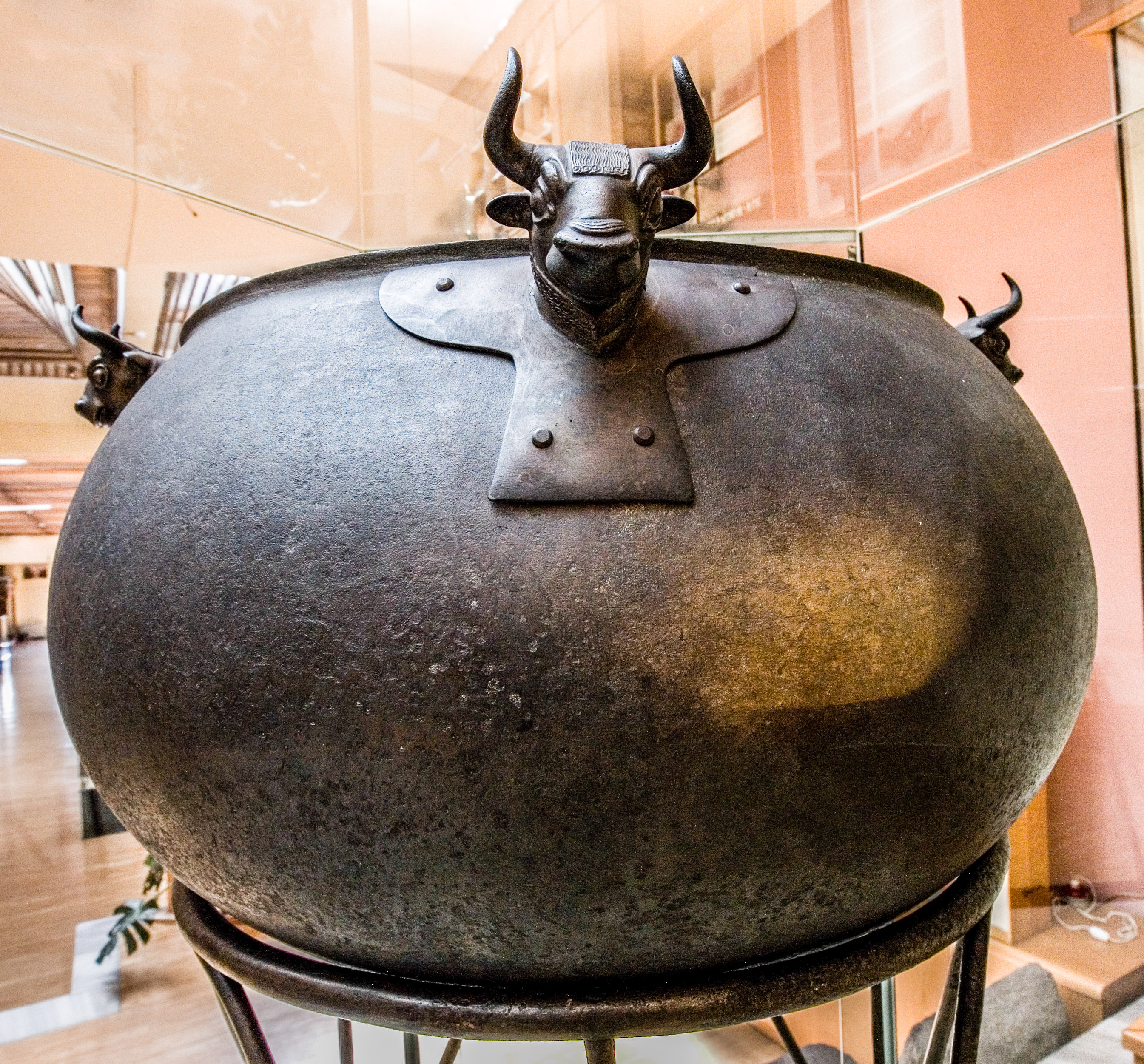
Урартский котел в Музее анатолийских цивилизаций, Анкара

Археологические исследования, проведенные в провинции Ван, показывают, что история пребывания человека в этом регионе восходит по крайней мере к пятому тысячелетию до н. э. Курган Тилкитепе, расположенный на берегу озера Ван, в нескольких километрах к югу от Ванского замка, является ценнейшим источником информации о древнейшей культуре провинции Ван.

### Урарту

Надпись Ксеркса Великого на скалах под замком Ван

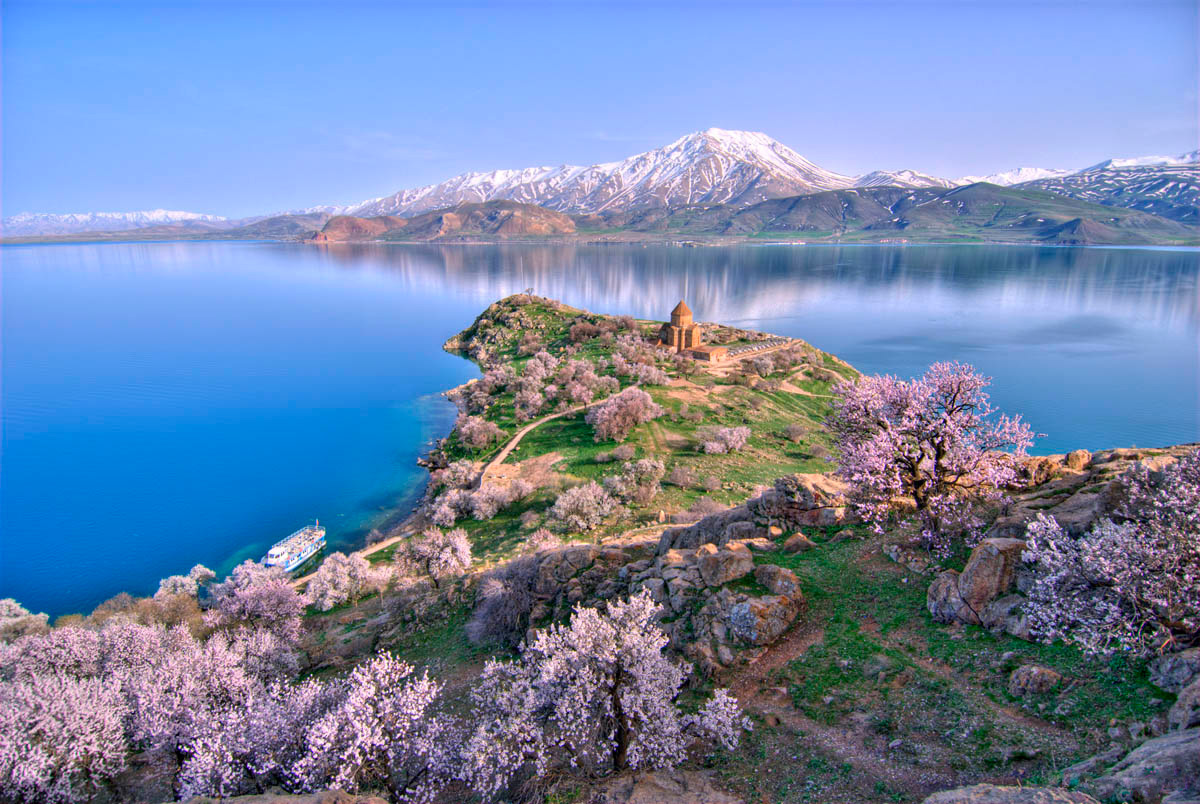
Озеро Ван. Вид на Армянскую Церковь Святого Креста

В IX веке до н. э. Ван, под древним названием Тушпа, становится столицей Урартского царства. Следы раннего поселения сосредоточены на крутом обрыве, ныне известном как замок Ван, недалеко от берега озера Ван и в нескольких километрах к западу от современного города. Здесь найдены урартские клинописные надписи VIII—VII вв. до н. э. В трехъязычной надписи Бехистун, вырезанной по приказу персидского царя Дария I, встречается первое упоминание Армении — в качестве названия Урарту на аккадском языке.
Название «Ван» происходит от урартского биаина.

### Армянское царство
В VII веке до н. э. этот регион перешёл под контроль армянской династии Оронтидов, а в середине VI века был включён в состав Персидской империи.
Рядом с крепостью Ван, на сглаженном участке скалы на высоте 20 метров (66 футов) над землёй была обнаружена трехъязычную надпись Ксеркса Великого, датируемая V веком до н. э. Надпись сохранилась почти в нетронутом состоянии; она разделена на три столбца по 27 строк, написанных (слева направо) на древнеперсидском, вавилонском и эламском языках. В 331 г. до н. э. Ван был завоёван Александром Македонским и после его смерти стал частью империи Селевкидов. К началу II века до н. э. он стал частью Армянского царства, а во время правления армянского царя Тиграна II, основавшего город Тигранакерт в I веке до н. э., стал важным центром. В первые века н. э. город сначала попал в руки зарождающейся династии Аршакидов из Парфии и на некоторое время перешёл под контроль одноименной династии из Армении. В «Истории Армении», Мовсеса Хоренаци город называется Тосп, от урартского Тушпа.

### Византийский период, Сасаниды и Арцруни
После падения парфян и возникновения Неоперсидской империи, более известной как Сасанидская империя, город, как и вся Великая Армения, на несколько десятилетий перешёл во владение последней. С 298 до 428 года Ван вновь стал частью Великой Армении, а после — Армянского марзпанства Государства Сасанидов. В течение более чем 700 лет продолжавшихся римско-персидских войн нередко столкновения между противоборствующими сторонами происходили на территории современного Вана и на сопредельных территориях. Византийская империя лишь ненадолго смогла удержать регион (628—640) после победы в решающей византийско-сасанидской войне 602—628 годов, после чего провинция была захвачена арабами-мусульманами, которые объединили свои завоевания в провинцию Арминия. Позднее ослабление арабской власти в регионе позволило местным армянским лидерам перехватить инициативу в свои руки и более могущественная династия Арцруни, первоначально зависимая от правителей царства Ани, провозгласила в 908 году независимость, основав армянское царство Васпуракан. Местной особенностью было отсутствие определённой столицы: двор перемещался вслед за монархом, постоянно изменяющим местоположение своей резиденции (город Ван, Востан, Ахтамар и т. д.). В 1021 году последний царь Васпуракана Иоанн-Сенекерим Арцруни передал все свое королевство Византийской империи, которая учредила фему Васпуракан на бывших территориях Арцруни. Во время византийского правления Ван назывался Эуа или Ева.

### Сельджукская Империя
Вторжения турок-сельджуков в Васпуракан, начавшиеся в 1050-х года и закончившиеся их победой в 1071 году в битве при Манцикерте, привели к тому, что весь регион попал под их контроль. На смену туркам-сельджукам на историческую арену в этой области пришли местные мусульманские правители, такие как Ахлатшахи и Айюбиды (1207 г.). В течение 20 лет до 1240-х годов Ван находился под властью анатолийского султаната сельджуков, когда он был завоёван монголами. В XIV веке Ван находился под властью Тимуридов, за которыми последовали туркменские конфедерации Кара-Коюнлу и Ак-Коюнлу.

### Турко-иранское соперничество и османская эпоха

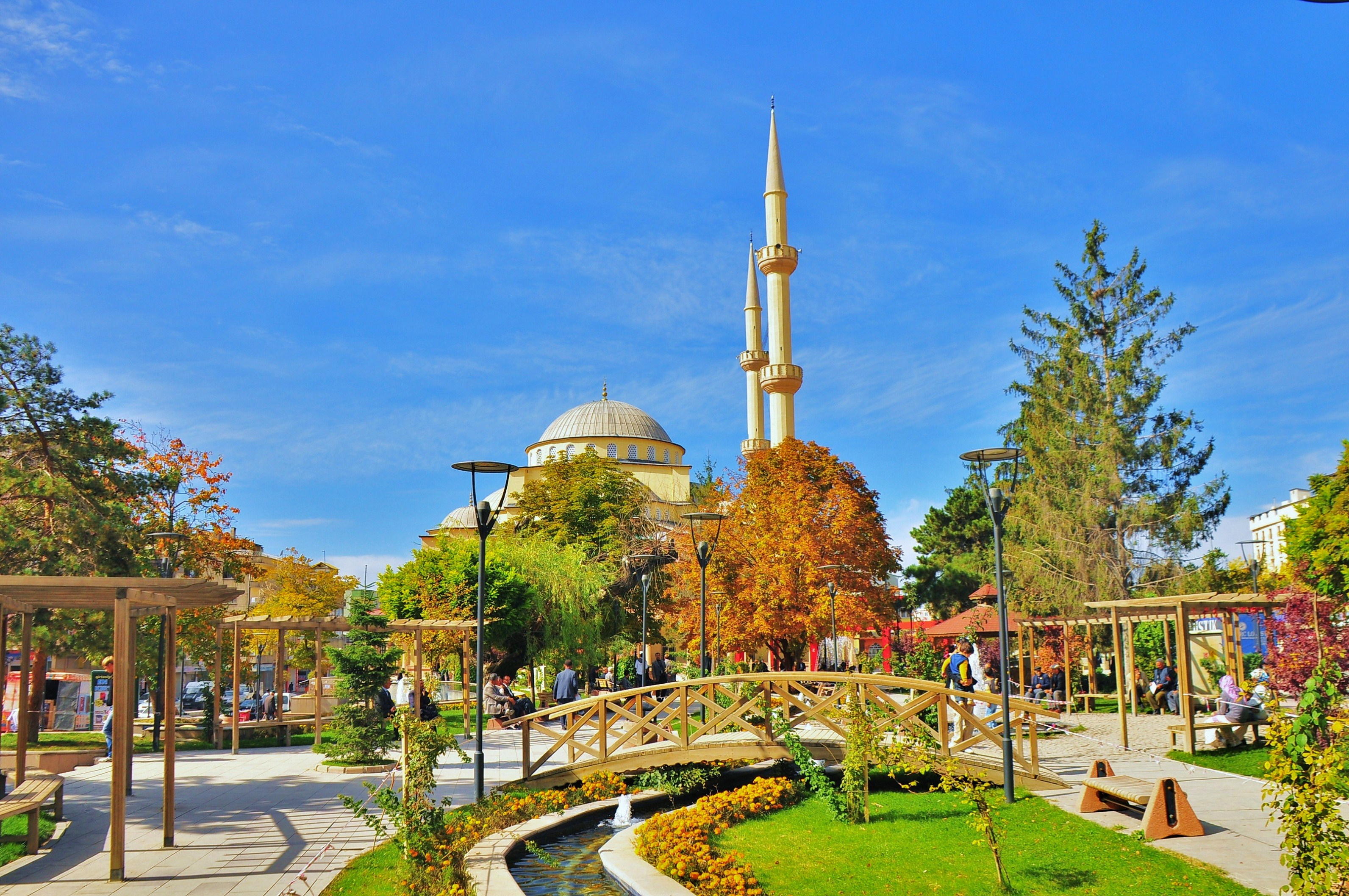
Гц. Мечеть Омер в Ван

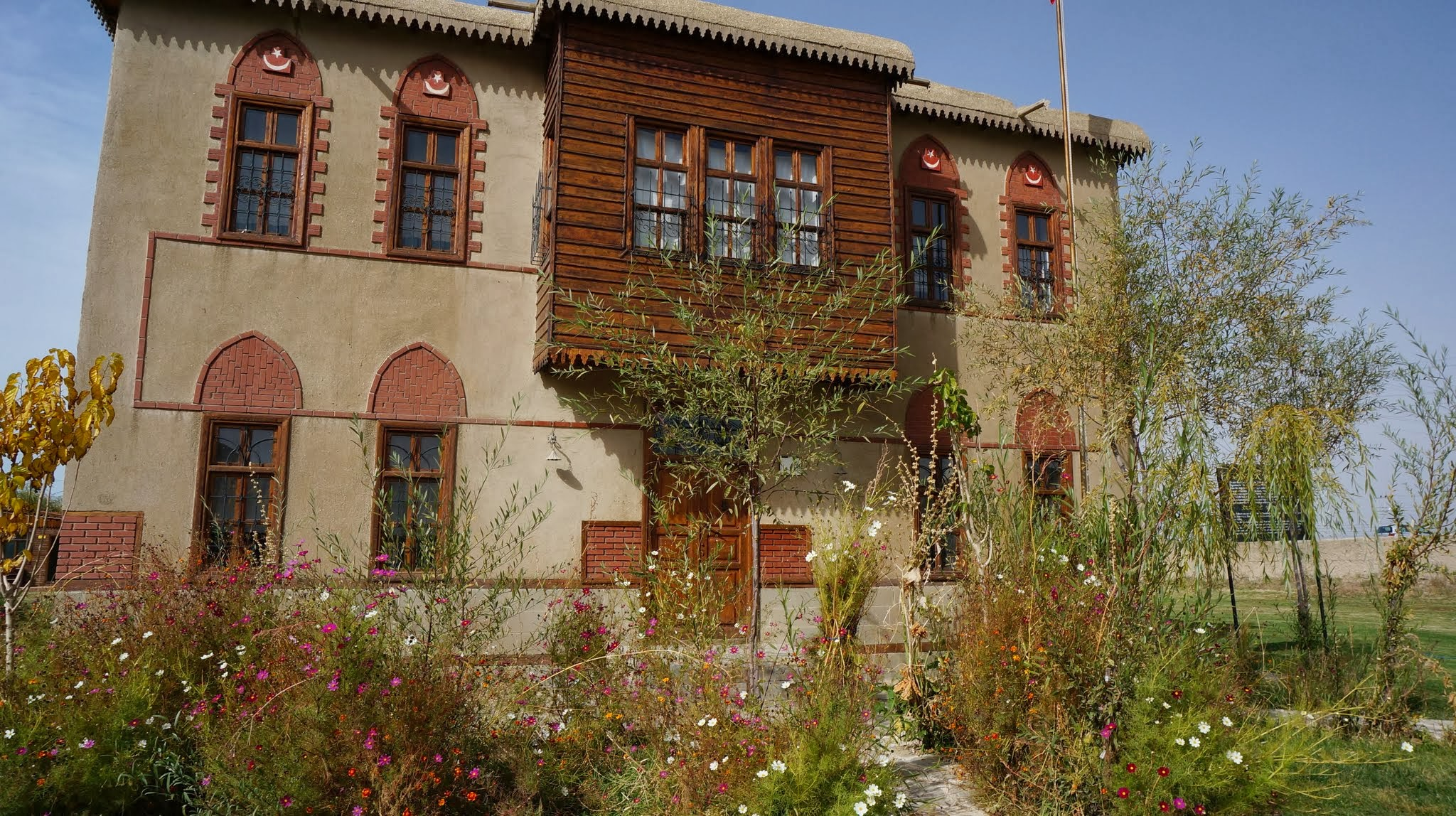
Копия дома XIX века.

В XV веке город являлся процветающим центром армянской культуры. В первой половине XV века регион Ван стал полем для конфликтов между Османской империей и соседней Персидской империей Сефевидов. Сефевиды захватили Ван, как и все бывшие территории Ак-Коюнлу, в 1502 году. Османы взяли город в 1515 году после решающей битвы при Чалдиране, но не смогли удержать. В 1520 году Сефевиды вновь захватывают город. Лишь в 1548 году османам удается, что отражено в Амасийском мире 1555 года, подчинить город себе на продолжительное время. Ван становится турецким санджаком, зависящим от эялета Эрзурума, а затем, примерно в 1570 году, и отдельный Ван-эялетом. В 1602 году при шахе Аббасе Великом Ван был персами отвоеван вместе с другими потерянными территориями в Западной Армении. Но тем не менее, османский контроль над ним, с подписанием Зухабского мирного договора, был восстановлен в 1639 году.

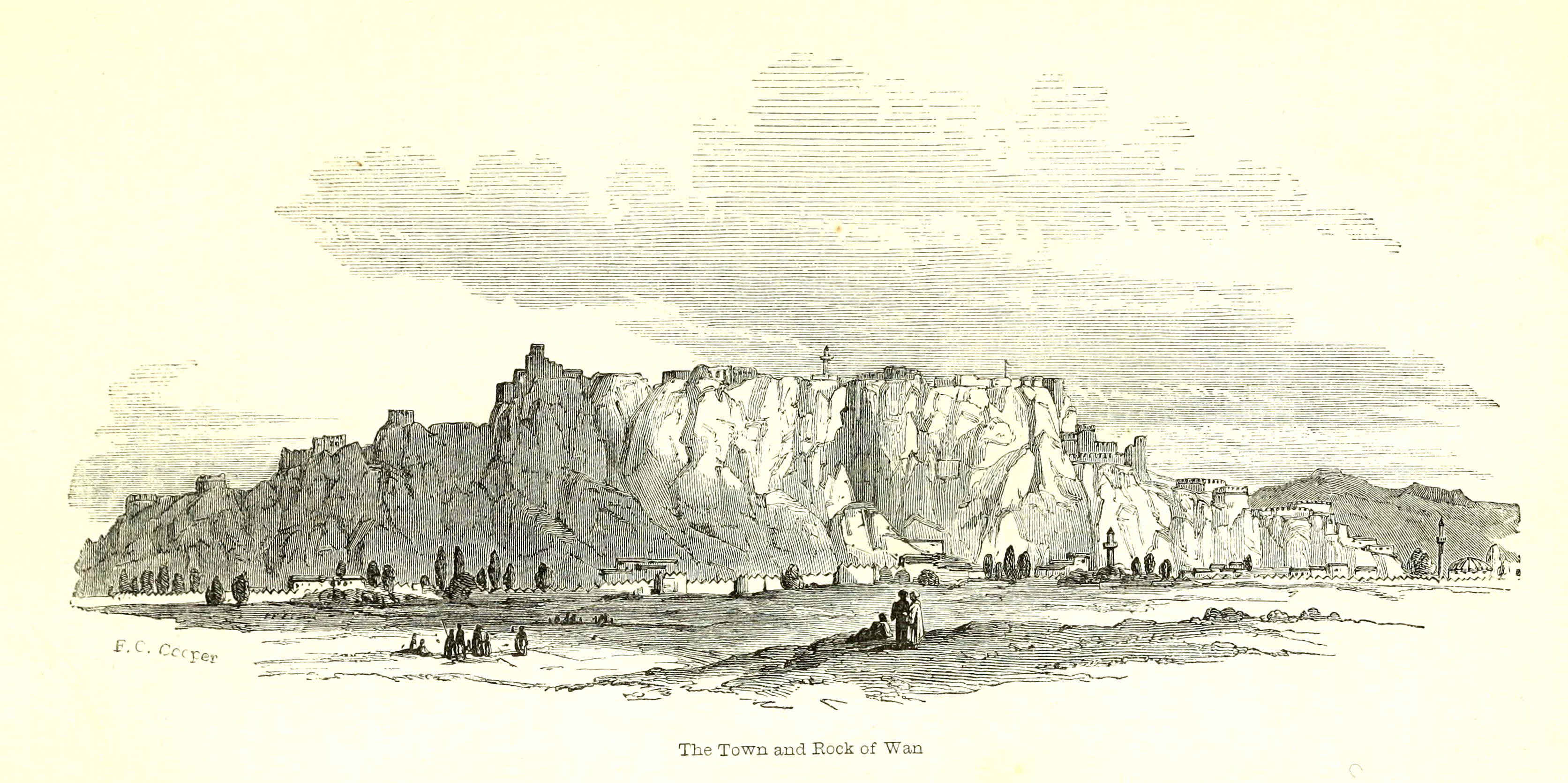
Ван из книги Джозефа Питтона де Турнефора 1717 года Relation d’un voyage du Levant

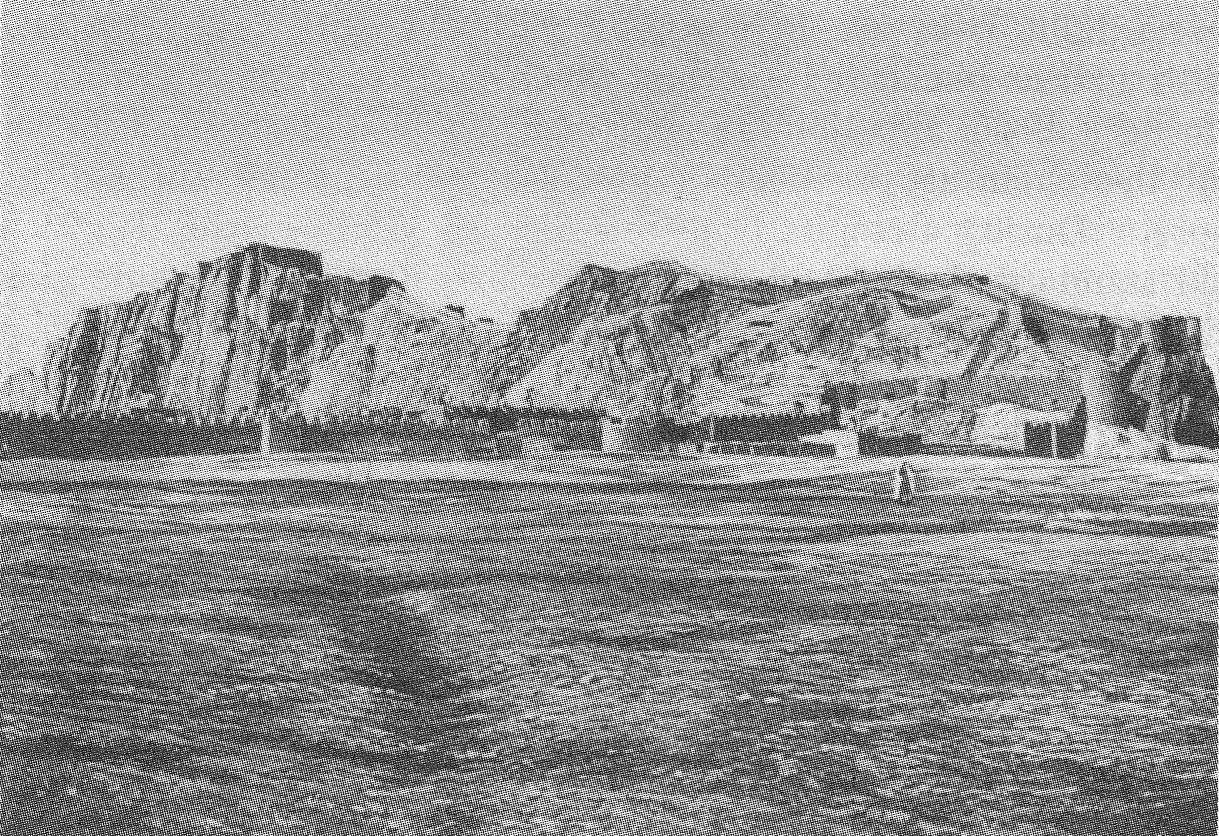
Город Ван, обнесенный скалами и стенами, в 1893 году

Ко второй половине XIX века Ван начал играть все большую роль в политике Османской империи из-за своего расположения вблизи границ Персидской, Российской и Османской империй, а также близости к Мосулу. В период, предшествовавший распаду Османской империи, армяне были хорошо представлены в местной администрации. В начале 1900-х годов в городе Ван было одиннадцать армянских школ и десять турецких школ.

#### Демография Османской эпохи

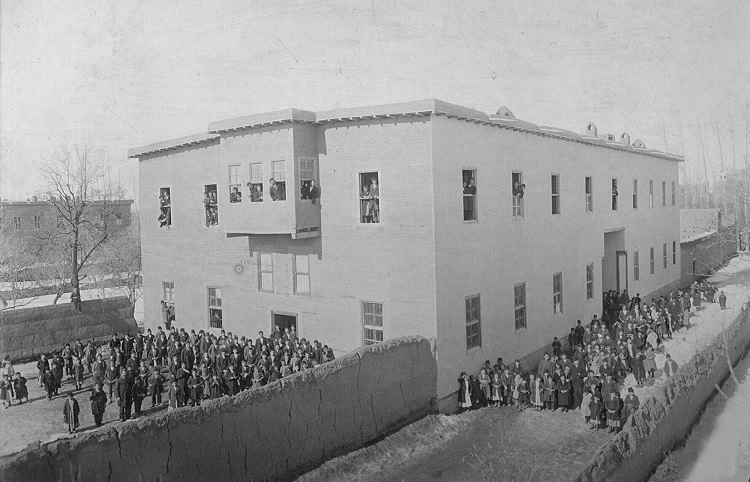
Еремянская школа, 1920-е годы

Первая османская перепись, проведённая в 1844 году, показала, что в Ванской области было 76 % армянского населения.
Демография Османского Вана является предметом споров, напрямую связанных с претензиями на владение любой из сторон до начала Первой мировой войны. Что касается самого города Ван, то, по некоторым оценкам, до Первой мировой войны в нём проживало 50 000 жителей, из которых 30 000 (60 %) человек были армянами и 20 000 (40 %) — мусульманами. Согласно официальной переписи Османской империи 1914 года, население провинции Ван составляло 179 422 мусульманина и 67 797 армян. Данные османской переписи включали только совершеннолетних граждан мужского пола. Согласно более позднему турецкому исследованию, более точная оценка населения провинции Ван (включая женщин и детей) следующая: 313 000 мусульман, 130 000 армян и 65 000 других, включая ассирийцев. С момента возникновения армянского вопроса, демографический вес армян стал в Турции вопросом политическим, призванным показать, что армяне составляли лишь незначительное меньшинство среди мусульманского населения. Власти Османской империи при подсчёте армян давали неверную численность. Ежегодником османского правительства (тур. Salname) за 1882 год налог, выплачиваемый немусульманскими мужчинами, был рассчитан в размере 462 870 турецких фунтов, однако согласно тому же ежегоднику совет министров Турции ожидал поступлений от этого налога в два раза больше, что косвенно подтверждает занижение численности немусульманского населения в два раза. Официальная перепись показывала отсутствие армян в некоторых городах, хотя достоверно известно об их наличии там. Османская перепись 1907—1908 годов вызывает те же вопросы, что и предыдущая. Раймонд Кеворкян, подробно анализируя демографические данные, полагает, что эта перепись не имела отношения к правдивому подсчёту армянского населения и только повторила данные предыдущей переписи, которые, в свою очередь, были занижены в два раза. Тем не менее и данные переписи Константинопольского патриархата не являются точными и полными, так как переписчики патриархии не имели доступа ко всем армяно-населённым пунктам, особенно если они контролировались курдскими племенами. Наиболее показательно это для вилайета Диарбакир, армянское население которого, согласно официальным данным, составляло 73 226 человек, согласно подсчётам патриархии — 106 867, а весной 1915 года из вилайета было депортировано 120 000 армян.
Демография Вана является предметом споров, также учитывая меняющиеся границы провинций. Например, в 1875 году провинция была разделена; Ван и Хаккари были разделены, а в 1888 году произошло объединение, что резко изменило данные переписи. Некоторые писатели утверждают, что это слияние было сделано для того, чтобы армяне не составили большинство}{источник}}.
Константинопольский патриархат в 1880 году провел в Ванском вилайете перепись населения и насчитывал в провинции 315 105 человек, из которых 239 480 армян (76 %).
В результате «гамидовской резни» в 1894—96 годах, численность армян в области резко сократилась.
По данным переписи Константинопольского патриархата, проведенном в 1912 году национальный состав Ванского вилайета был следующим:
| Армяне    | 185 000 | 52.3 % |
| Курды     | 97 000  | 27,7 % |
| Турки     | 47 000  | 13,4 % |
| Ассирийцы | 18 000  | 5,1 %  |
| Цыгане    | 3 000   | 0,9 %  |
| Все       | 350 000 | 100 %  |

### Русско-турецкая война 1877—1878 годов
Во время этой войны солдаты курдского шейха Джалаледдина устроили резню армянского населения провинции, разрушили и разграбили многие из армянских деревень. С описанием этих событий можно ознакомиться в «Армения и кампания 1877 года» британского военного корреспондента Чарльза Б. Нормана и в новелле «Джалаледдин» армянского писателя Раффи.

### Первая мировая война и геноцид армян

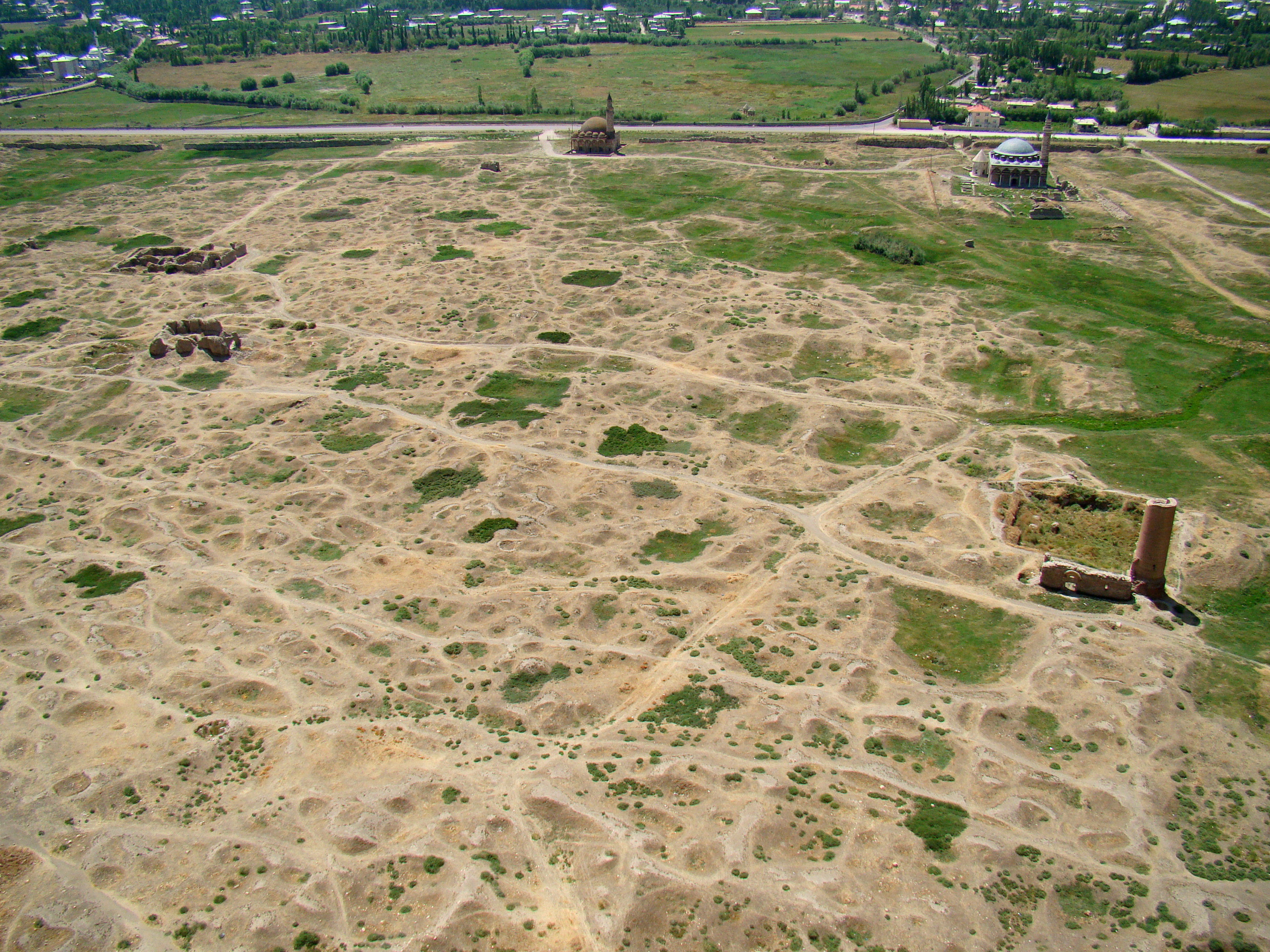
Руины старого города Ван, обнесенного стеной, вид со скалы замка.

Армянское население области было вырезано во время геноцида армян младотурками. Сообщается, что региональный администратор Джевдет Бей сказал, что «мы очистили Азербайджан от армян и сирийских христиан, и мы сделаем то же самое в Ване». Многочисленные сообщения турецких официальных лиц, таких как депутат парламента, губернатор Алеппо, а также консул Германии в Ване, предполагали, что местные власти организовали преднамеренные провокации против армян. В середине апреля 1915 года Джевдет-бей приказал казнить четырёх армянских лидеров, что вынудило армян взяться за оружие в целях самообороны. Правда, историк и социолог Танер Акчам признает, что в случае Вана депортация могла быть вызвана военной необходимостью и заявляет, что сопротивление в Ване следует рассматривать как отдельный случай.

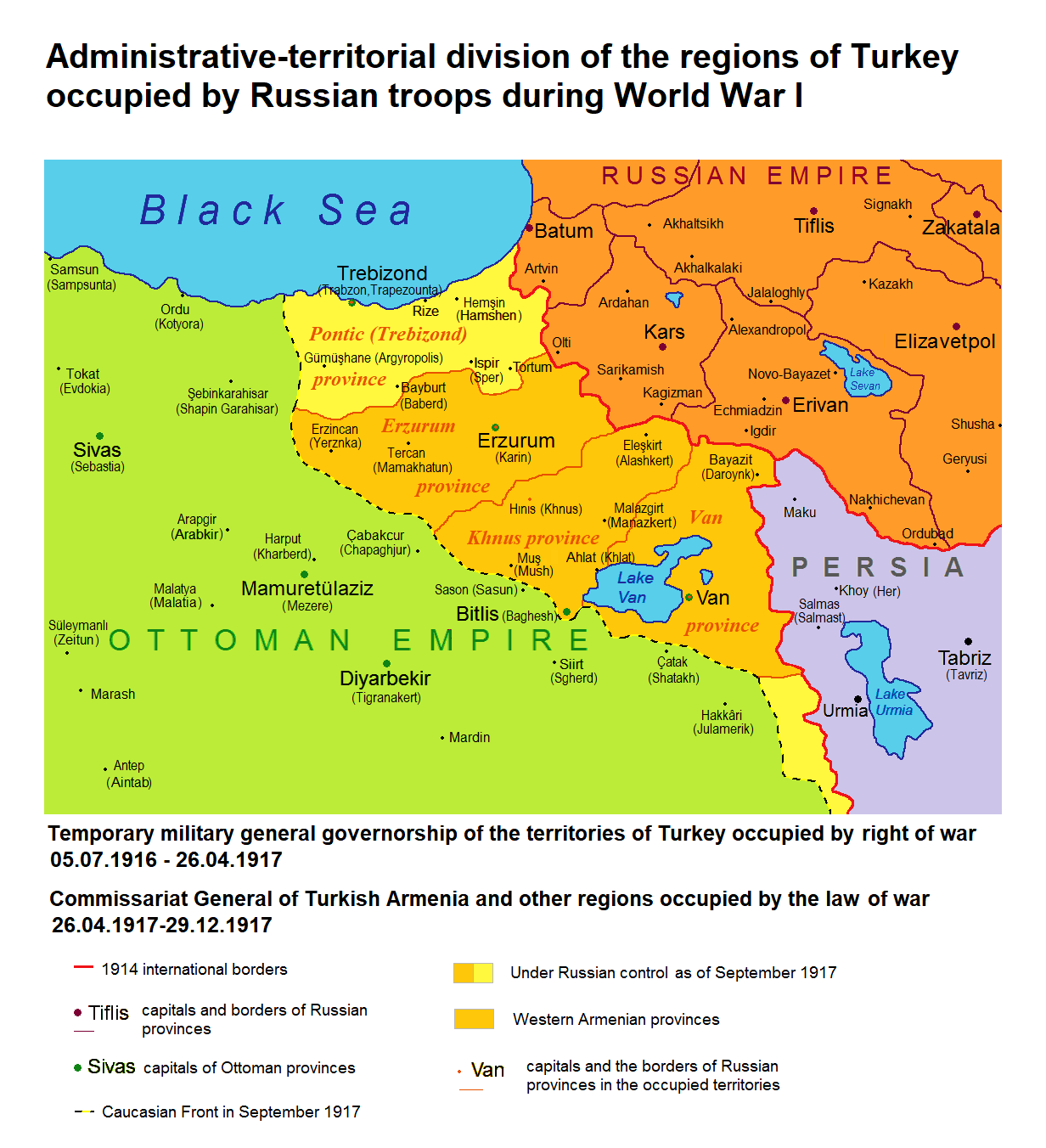
Ванский район в административно-территориальном делении регионов Турции, оккупированных российскими войсками в годы Первой мировой войны 1916—1917 гг.

Согласно турецким источникам, армяне подняли восстание в Ване в 1915 году, соблазненные обещаниями России о независимости, армянские источники при этом утверждают, что армяне взялись за оружие с целью сохранить свои жизни и защититься от этнических чисток, которые не раз происходили раннее на территории османской империи.
Однако большинство ученых утверждают, что армяне, надеясь избежать резни, учиненной над сельским населением, вокруг Вана, сами взялись за оружие и организовали вооруженные отряды для защиты от турок в армянских кварталах города. В конце мая 1915 года русские освободили армянских защитников Вана, а 21 мая местные армяне передали ключи от города русскому генералу Юденичу, но в августе победа турок над русской армией позволила османской армии удерживать Ван до сентября 1915 года, когда русские повторно вытеснили турок из Вана. Лишь после Октябрьской революции в России в 1917 году русские войска начали покидать этот район, а к апрелю 1918 года он был снова захвачен османской армией. Конец Первой мировой войны вынудил османскую армию отказаться от притязаний на Ван, но он все же остался в руках турок после турецкой войны за независимость.

### Турецкая война за независимость и республику

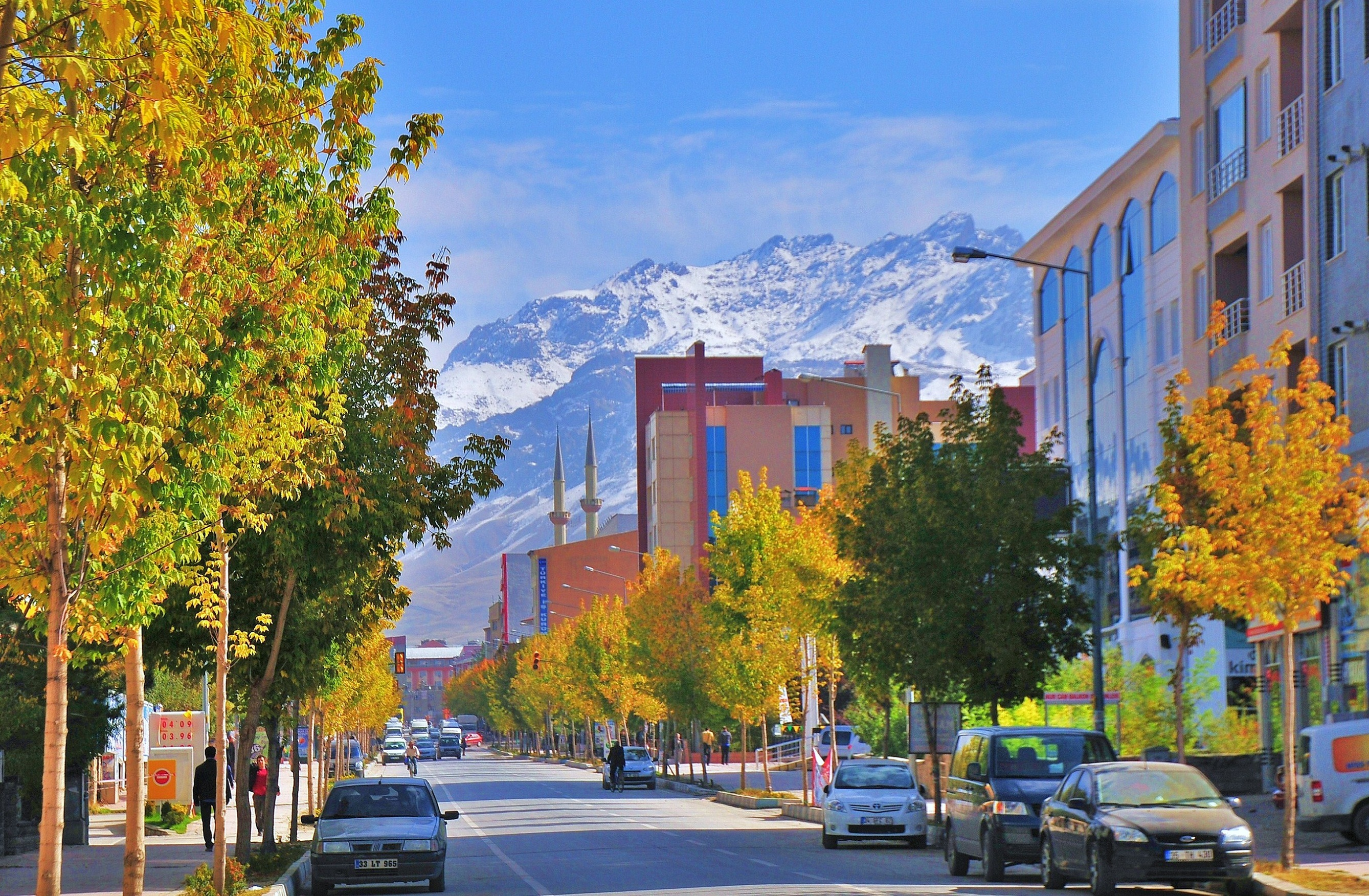
Улицы центра города

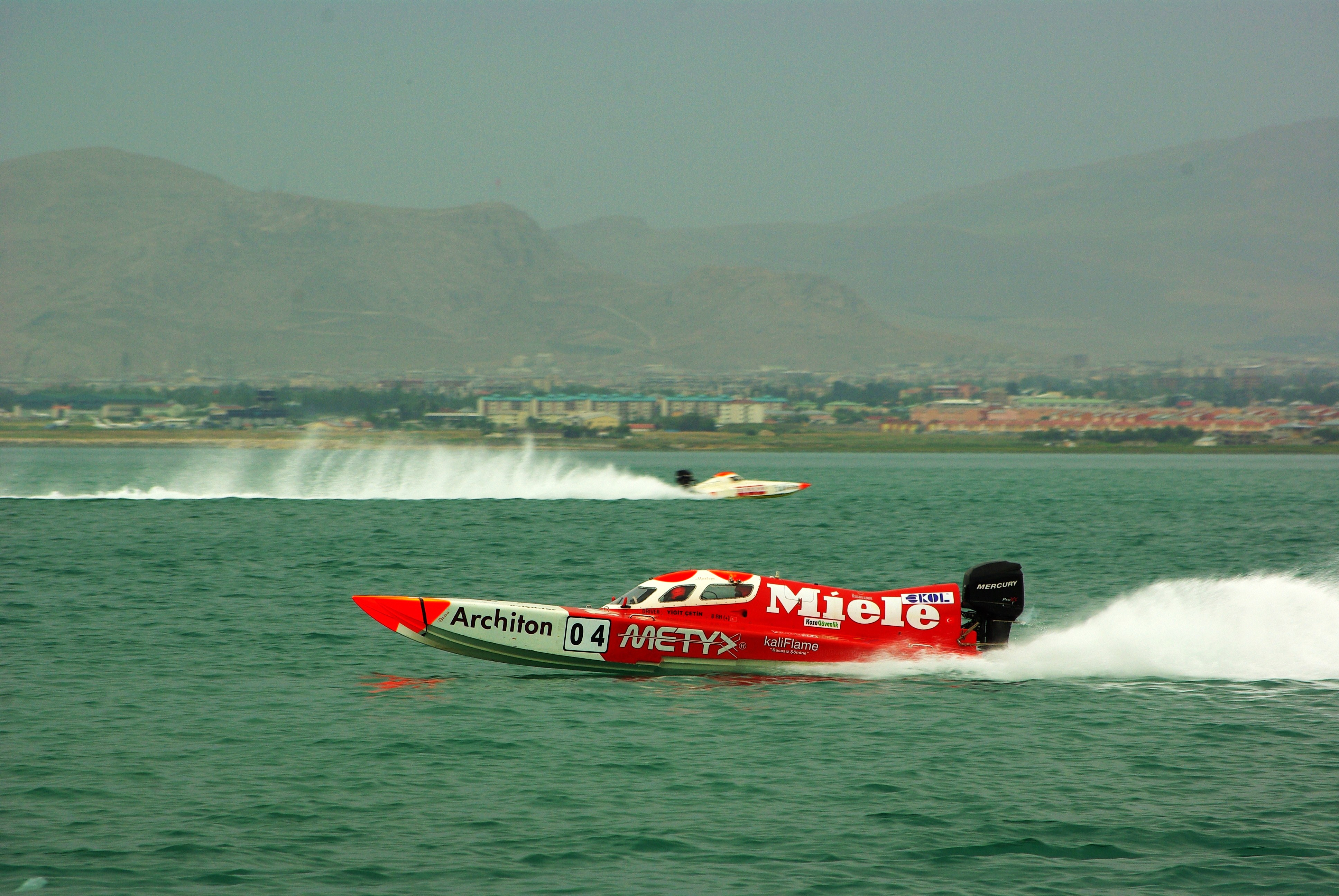
Гран-при IOC Offshore Van Grand Prix 2010

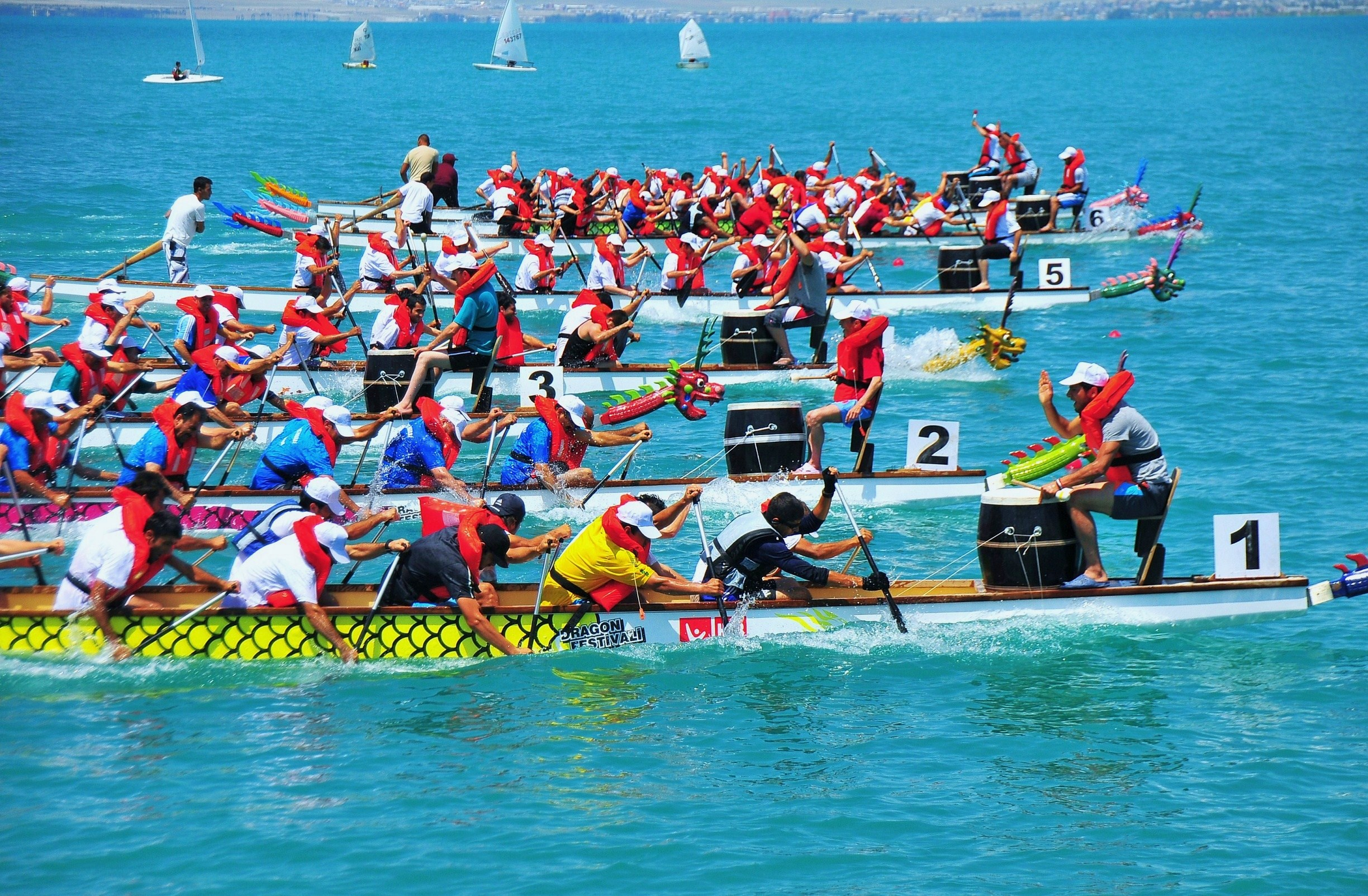
Фестиваль Ванского озера 2011

По Севрскому договору державы Антанты согласились передать город Первой Республике Армении, но Турецкие революционеры во главе с Мустафой Кемалем Ататюрком отвергли условия договора и вместо этого начали войну за независимость Турции. Однако идея уступить Ван армянам была все же выдвинута, и Исмет Иненю, как сообщалось, 14 октября 1919 года опросил армейских офицеров по вопросу сдачи Вана и Битлиса, но парламент в Анкаре категорически отверг любые компромиссы по этому вопросу. К 1920 году Ван снова попал под контроль Турции, а оставшиеся в нём армянские жители были изгнаны в ходе последней этнической чистки. С Лозаннским и Карсским мирными соглашениями Севрский мирный договор был аннулирован, и Ван остался де-факто под суверенитетом Турции.
К концу конфликтов город Ван был пуст и лежал в руинах. Город был восстановлен после войны в нескольких километрах к востоку от древней цитадели, которая сейчас известна как замок Ван (Ван Калеси). В настоящее время город находится примерно на уровне 1750 метров над уровнем моря.

## Политика

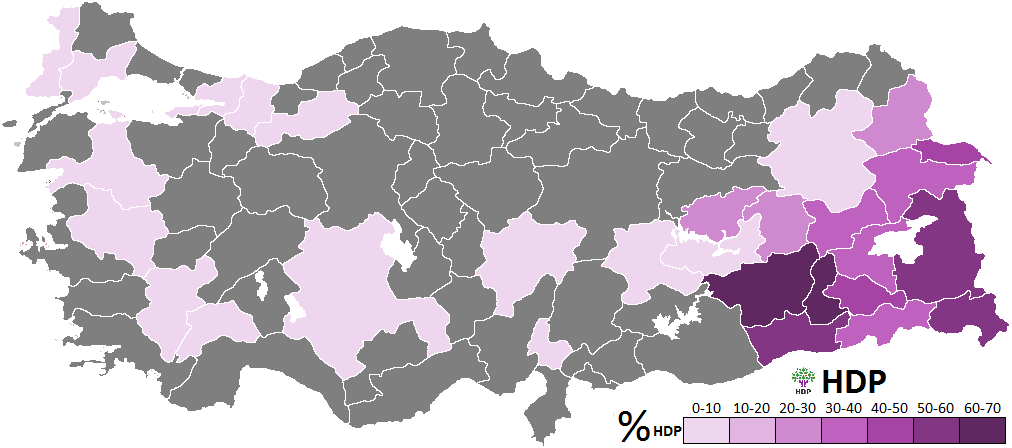
ДПН победила на муниципальных выборах 2019 года в Ване, обратившись к различным группам избирателей, обещая проведение экономических реформ.

На муниципальных выборах 2019 года Бедия Озгекче Эртан из ДПН партии была избрана мэром Вана, но в августе 2019 года она была отстранена от должности и впоследствии приговорена к 30 годам тюремного заключения по обвинению в поддержке терроризма в рамках правительственных репрессий против политиков из курдской партии ДПН. Турецкое правительство назначило на её место Мехмета Эмина Бильмеза. Подобная судьба постигла и многих других курдских мэров в других курдских городах региона. Возникшие протесты были подавлены турецкой полицией с применением водомётов; некоторые протестующие были убиты.

## Демография
В 2010 году официальная численность населения Вана составляла 367 419 человек, но по многим оценкам, эта цифра намного выше: в 1996 году она составляла 500 000, а бывший мэр Бурхан Йенгун заявил, что эта цифра может достигать до 600 000 человек. Центральный район Ван простирается на 2289 квадратных километров (884 кв. миль). Сегодня в Ване проживает курдское большинство и турецкое меньшинство.

## География

### Климат
В Ване континентальный климат с холодной снежной зимой и очень теплым и сухим летом. Осадки можно наблюдать в течение большей части года, с небольшим пиком весной и осенью и коротким засушливым летом с июля по сентябрь.

### Достопримечательности

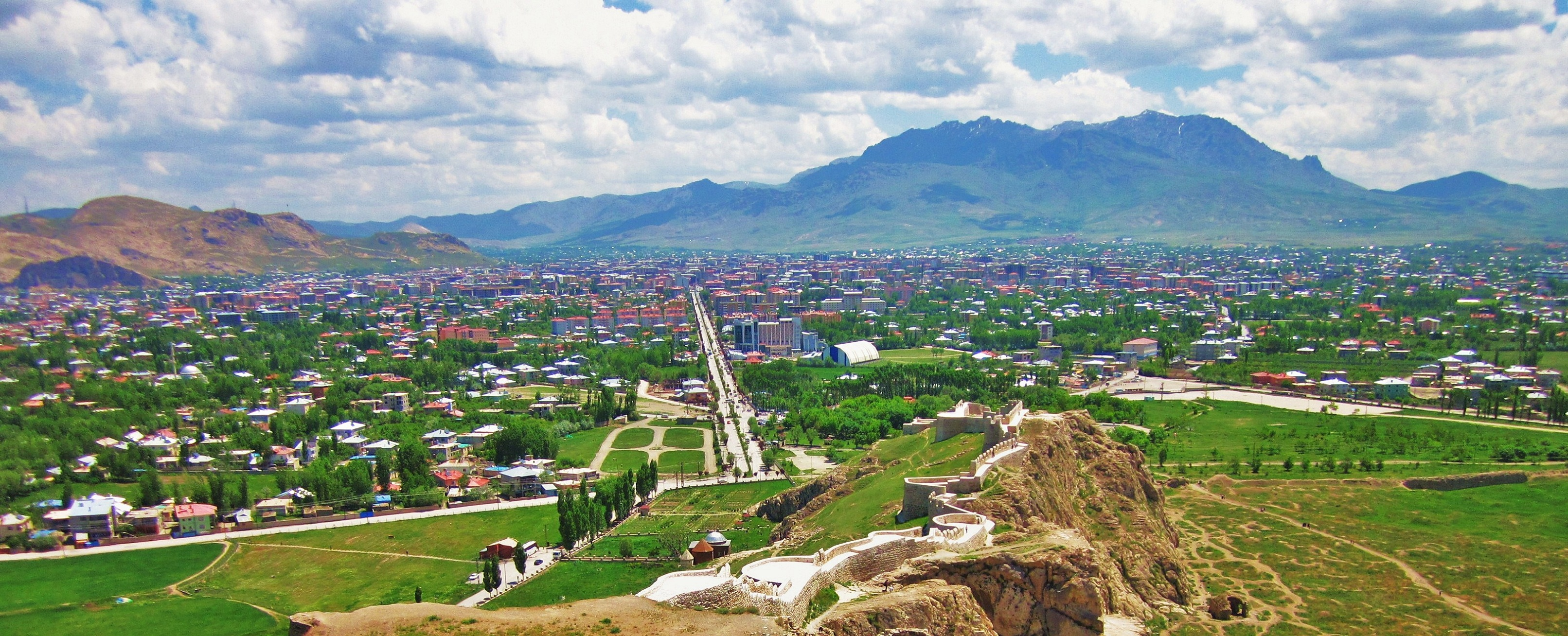
Вид на город из Ванского замка

Современный город расположен на равнине, простирающейся у озера Ван, в 5 километрах от берега озера. В течение многих лет появлялись сообщения о некоем монстре, который, как говорят, жил в озере. Озеро Эрчек является вторым по величине озером в регионе и находится к востоку от озера Ван.
Ван часто называют «Жемчужиной Востока» из-за красоты окружающего пейзажа. Старая армянская пословица звучит так: «Ван в этом мире, рай в ином». В турецком языке эта фраза была слегка изменена как Dünyada Van, ahirette iman или «Ван для этого мира, вера для следующего».
В городе расположен университет Ван Юзюнджю Йыл Юниверситези (Университет 100-летия Вана), который недавно попал в заголовки газет в ходе двух получивших широкую огласку расследований, инициированных прокурором Вана, одно из которых было сосредоточено на обвинениях в адрес ректора университета, проф. Хасан Джейлан, который какое-то время содержался под стражей. В конце концов он был оправдан, но лишился должности. Он внук Агопа Вартовяна, османского армянина, которого считают основателем современного турецкого театра. Проф. Хасан Джейлан также является заведующим кафедрой экологической инженерии в Университете 100-летия Вана.

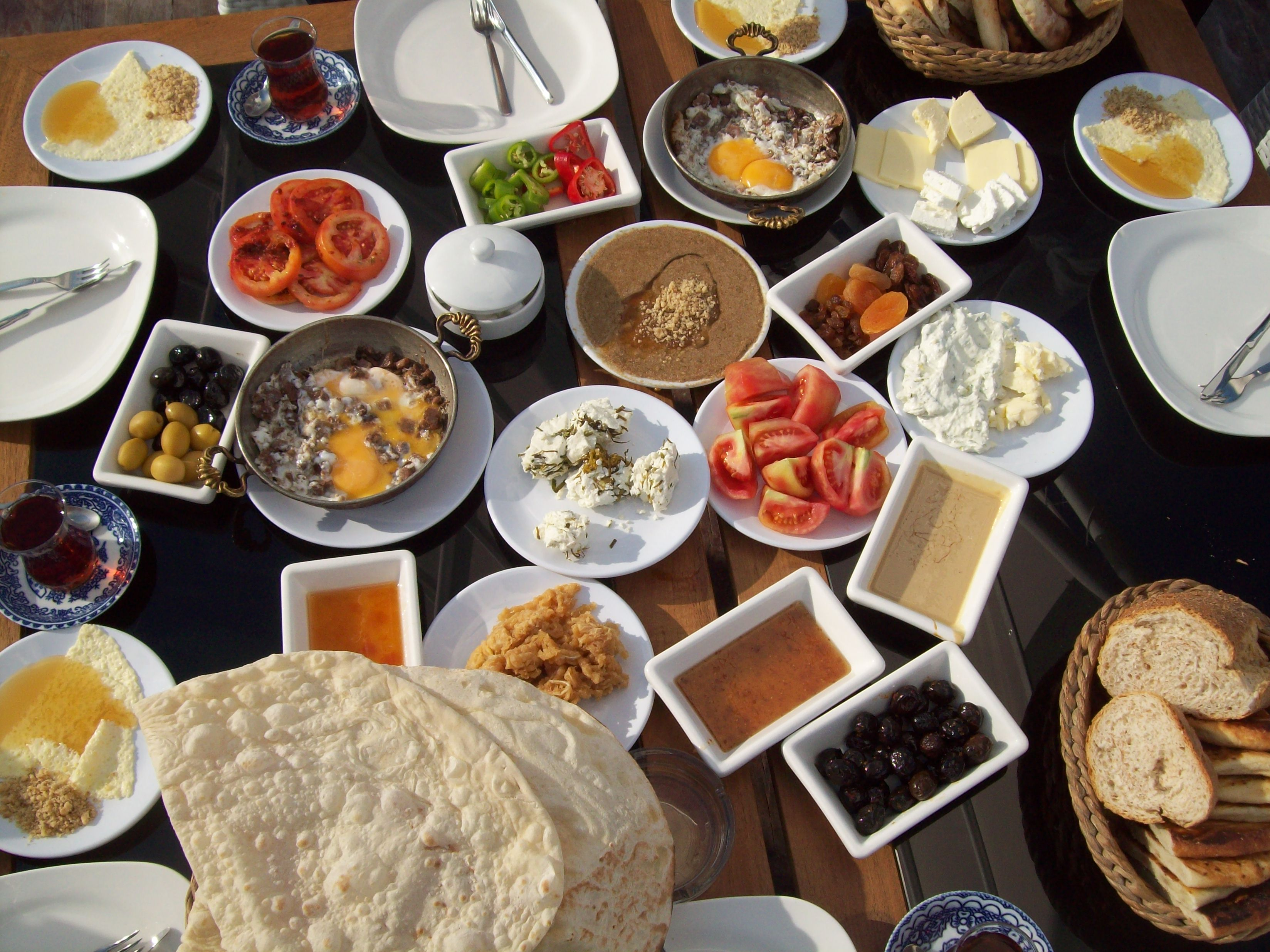
Знаменитый местный завтрак в Ване.

В 1941 году Ван пострадал от разрушительного землетрясения магнитудой 5,9. Более сильное землетрясение магнитудой 7,1 произошло 23 октября 2011 г. 9 ноября 2011 года в результате очередного землетрясения обрушилось несколько зданий.

## Кухня
Кулинарной особенностью Ван является знаменитый завтрак.

## Транспорт

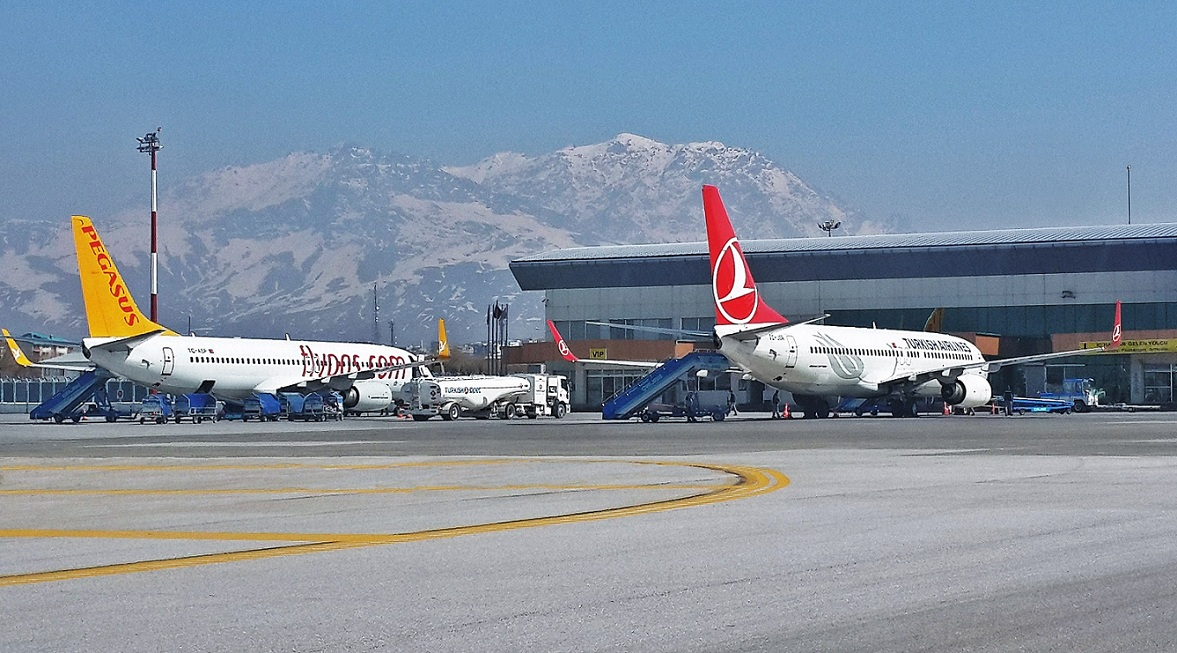
Аэропорт Ван Ферит Мелен

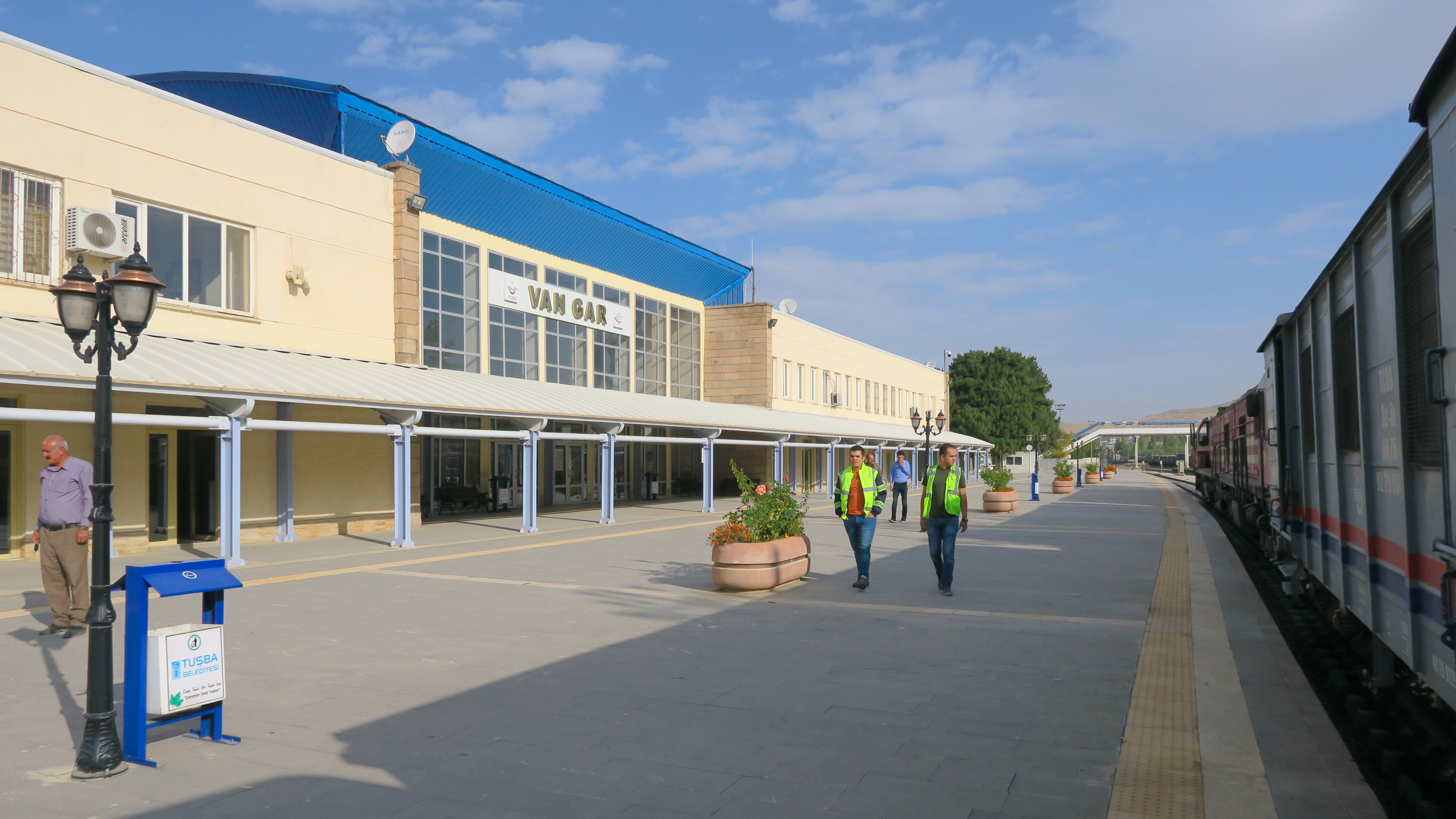
Ван Железнодорожный вокзал

Ван стоит на шоссе D300, которое начинается в 100 км к востоку от иранской границы и через Ван, а затем вдоль южного берега озера до Татвана (100 км), идет на запад Турции. Автомагистраль D975 проходит на север в сторону Догубеязита и на юг в сторону Хаккари. По этим магистралям часто ходят автобусы и долмушы (маршрутки).
Ван — западная конечная железнодорожной линии, идущей из Ирана, с грузовыми и пассажирскими поездами (остановлены в период с 2015 по 2018 годы). Через озеро до Татвана ходит железнодорожный паром (модернизированный в 2015 году). Вокруг озера нет железной дороги, но есть планы по её прокладке. Реализация подобного плана фактически позволила бы открыть непрерывное железнодорожное сообщение между Европой и Индийским субконтинентом, поскольку Татван является конечной точкой линии, ведущей к Анкаре и Стамбулу.
Ван связан ежедневными авиарейсами со Стамбулом, Анкарой и другими крупными городами Турции через аэропорт Ферит Мелен.

## СМИ
Рядом с Ваном находится длинноволновая радиовещательная станция с мачтой с оттяжками, которая введена в строй в 1990 году и работает на 225 кГц с 600 кВт. Здесь также есть местные новостные агентства, такие как Van Gazetesi или Gazete Van.

## Ванские кошки

Ванская кошка

Ванская кошка — порода кошек, обитающая в этом городе и названная в его честь. Она известна своим белым мехом и разноцветными глазами.

## Известные жители
- Мкртич Аветисян, армянский журналист и политический деятель, один из основателей организации «Арменакан».
- Мкртич Хримян, армянский писатель, религиозный деятель, католикос всех армян (1892—1907).
- Бедрос Капамаджиан, армянский мэр Ван.
- Ваграм Алазан, армянский поэт, писатель и общественный деятель, первый секретарь Союза писателей Армении с 1933 по 1936 год.
- Аршил Горки, американский художник армянского происхождения, оказавший огромное влияние на абстрактный экспрессионизм.
- Панос Терлемезян, живописец, народный художник Армянской ССР.
- Агаси Ханджян, лидер Советской Армении с 1930 по 1936 год.
- Вардан Аджемян, армянский театральный режиссёр и актёр, народный артист СССР.
- Гурген Махари, армянский писатель и поэт.
- Хейг Патиджян, американский скульптор армянского происхождения.
- Арменак Екарян, армянский политический деятель.
- Наири Зарян, советский армянский поэт и писатель.
- Кегам Ванигян, армянский политический деятель.
- Вараздат Арутюнян, армянский ученый и архитектор.
- Рухи Су, фолк-певица и политический деятель.
- Егише Дердериан Иерусалимский, армянский патриарх Иерусалима.
- Ферит Мелен, премьер-министр Турции с 1972 по 1973 год.
- Хусейн Челик, бывший министр и заместитель председателя правящей АКП.
- Синан Четин, кинорежиссёр, родился 1 марта 1953 года.
- Веспер[арм.] (Мартирос Дабагян; 1893—1977), армянский поэт, прозаик и переводчик.

## Международные связи

### Города-побратимы
- Бурса (город), Турция
- Одесса, Украина

## Галерея

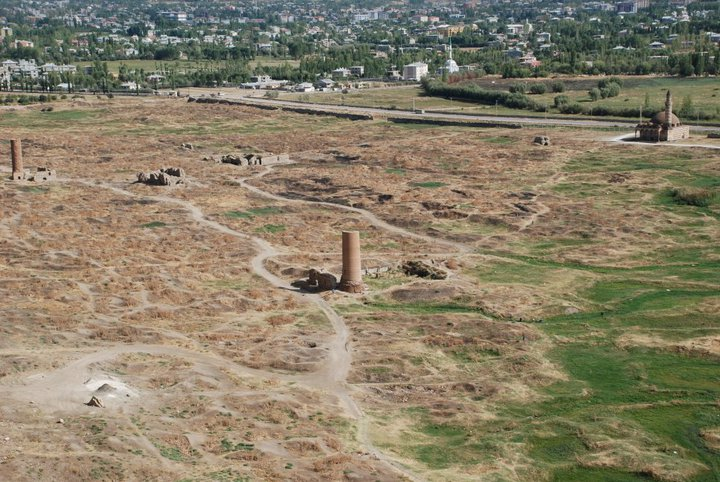
Бывший город Ван в 2009 году
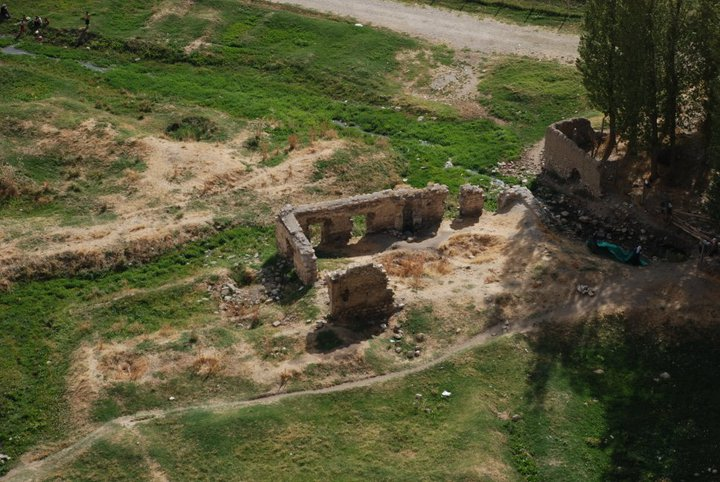
Бывший город Ван в 2009 году
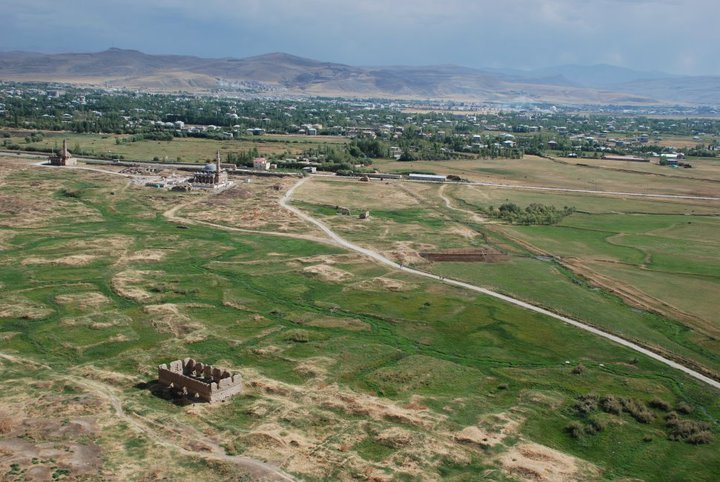
Бывший город Ван в 2009 году
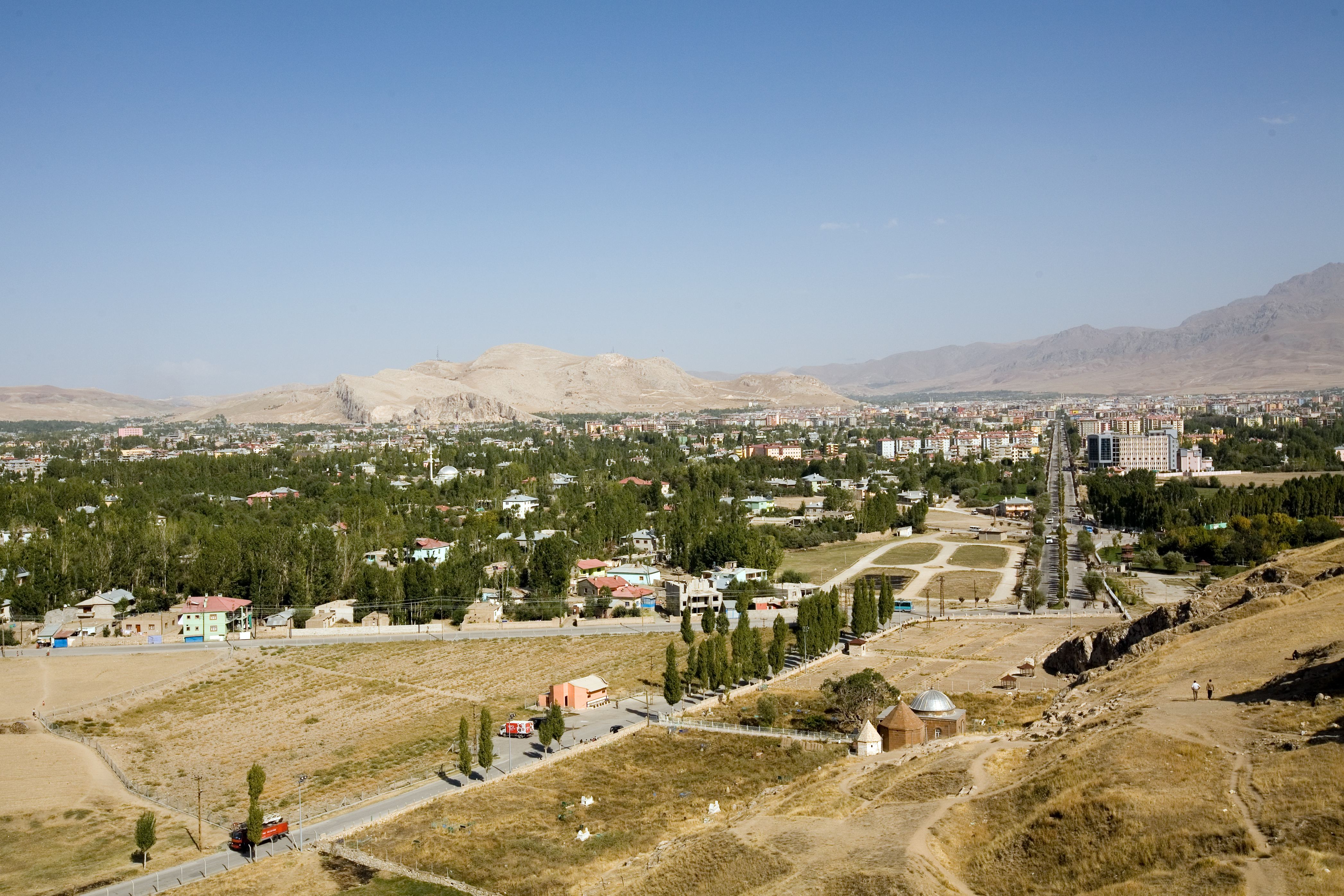
Вид на Ван из Ванского замка